# Svájc hívójelkörzetei
Svájc jelenleg (2024) nincs hívójelkörzetekre felosztva sem területi alapon, sem az állomások jellege alapján.
Svájc számára az ITU a HB, HE hívójelprefixeket osztotta ki.
| Prefix | Körzet | Terület/jelleg                |
| ------ | ------ | ----------------------------- |
| HB     | 0      | Liechtenstein hívójelkörzetei |
| HB     | 1..2   | Svájc                         |
| HB     | 3      | Svájc                         |
| HB     | 3Y     | Liechtenstein hívójelkörzetei |
| HB     | 4..9   | Svájc                         |
| HB     | L      | Liechtenstein hívójelkörzetei |
| HE     | 0      | Liechtenstein hívójelkörzetei |
|        | 1..9   | Svájc                         |

## Lajstromjel
Vízi és légi járművek lajstromjelezéséhez a HB prefixet használják.